# Лепушніку-Маре
Лепушніку-Маре (рум. Lăpușnicu Mare) — село у повіті Караш-Северін в Румунії. Входить до складу комуни Лепушніку-Маре.
Село розташоване на відстані 332 км на захід від Бухареста, 44 км на південь від Решиці, 110 км на південний схід від Тімішоари.

## Населення
За даними перепису населення 2002 року у селі проживали 1282 особи.
Національний склад населення села:
| Національність | Кількість осіб | Відсоток |
| -------------- | -------------- | -------- |
| румуни         | 1224           | 95,5%    |
| цигани         | 49             | 3,8%     |

Рідною мовою назвали:
| Мова      | Кількість осіб | Відсоток |
| --------- | -------------- | -------- |
| румунська | 1245           | 97,1%    |
| циганська | 33             | 2,6%     |